# 古月桥
29°09′44″N 120°04′21″E / 29.16222°N 120.07250°E
古月桥位于中国浙江省义乌市赤岸镇雅治街村西侧，是中国现存最早的肋骨拱券结构折边形石拱桥，2001年被列为第五批全国重点文物保护单位。
古月桥为单拱折边形石拱桥，采用纵联分节并列砌置法建造。长31.2米，底拱长15米，高4.15米。桥拱有5边，每边有6根条石，共30根条石，交接处采用横锁石。桥南侧横梁石上刻有“皇宋嘉定癸酉季秋闰月建造”，故可知该桥建于宋嘉定六年（1213年）。